# 1-й гвардейский артиллерийский парк
1-й гвардейский артиллерийский парк — лейб-гвардейская артиллерийская часть (артиллерийский парк) Русской гвардии.
Парковый праздник — 9 мая, на день Святителя Николая Чудотворца.

## История
22 марта 1877 года был сформирован 1-й гвардейский летучий артиллерийский парк, высочайше определенного штатного состава. Воинская часть состояла из зарядных ящиков или повозок, назначаемых для подвоза (питания) боевых припасов к батареям гвардейской артиллерии во время боя.
Гвардейский летучий артиллерийский парк № 1 принимал участие в Русско-турецкой войне 1877—1878 годов. Парк пополнял запас боевых припасов — снаряды и патроны, израсходованные гвардейскими артиллерийскими частями на полях сражений.
21 ноября, 1905 года 1-й гвардейский летучий артиллерийский парк был переименован в 1-й гвардейский артиллерийский парк.
В 1910 году гвардейский артиллерийский парк был расформирован.

## Командиры
На 1 января 1909 года — полковник, Михаил Евграфович Голубцов